# شارل دلسترن
شارل دلسترن (انگلیسی: Charles Delestraint; ۱۲ مارس ۱۸۷۹ – ۱۹ آوریل ۱۹۴۵) سپهبد نیروی زمینی از اعضای مقاومت فرانسه در جنگ جهانی دوم بود.
او همچنین با شارل دو گل دوست شد. دلسترن در ۱۹۴۵ توسط گشتاپو کشته شد.

## زندگی‌نامه
او در Biache Saint-Waast، پا-دو-کاله به دنیا آمد. او پسر یک حسابدار بود و پس از تحصیلات متوسطه در لیل، در سال ۱۸۹۷ وارد مدرسه نظامی ویژه سن سیر شد.

## حرفه نظامی

### جنگ جهانی اول
دلسترن در اوایل جنگ جهانی اول دستگیر شد و باقیمانده آن را به عنوان یک اسیر جنگی گذراند.

### دوره بین جنگ
پس از جنگ جهانی اول در ارتش باقی ماند و در آنجا طرفدار استفاده از جنگ‌افزار زرهی بود

## جنگ جهانی دوم
دلسترن در ۱۹۳۹ بازنشسته شد، اما پس از شروع جنگ جهانی دوم به خدمت فراخوانده شد. در طول نبرد فرانسه، در ۳ ژوئن ۱۹۴۰، او ضد حمله زرهی را علیه آلمانی‌ها در ابویل فرماندهی کرد.

## در مقاومت

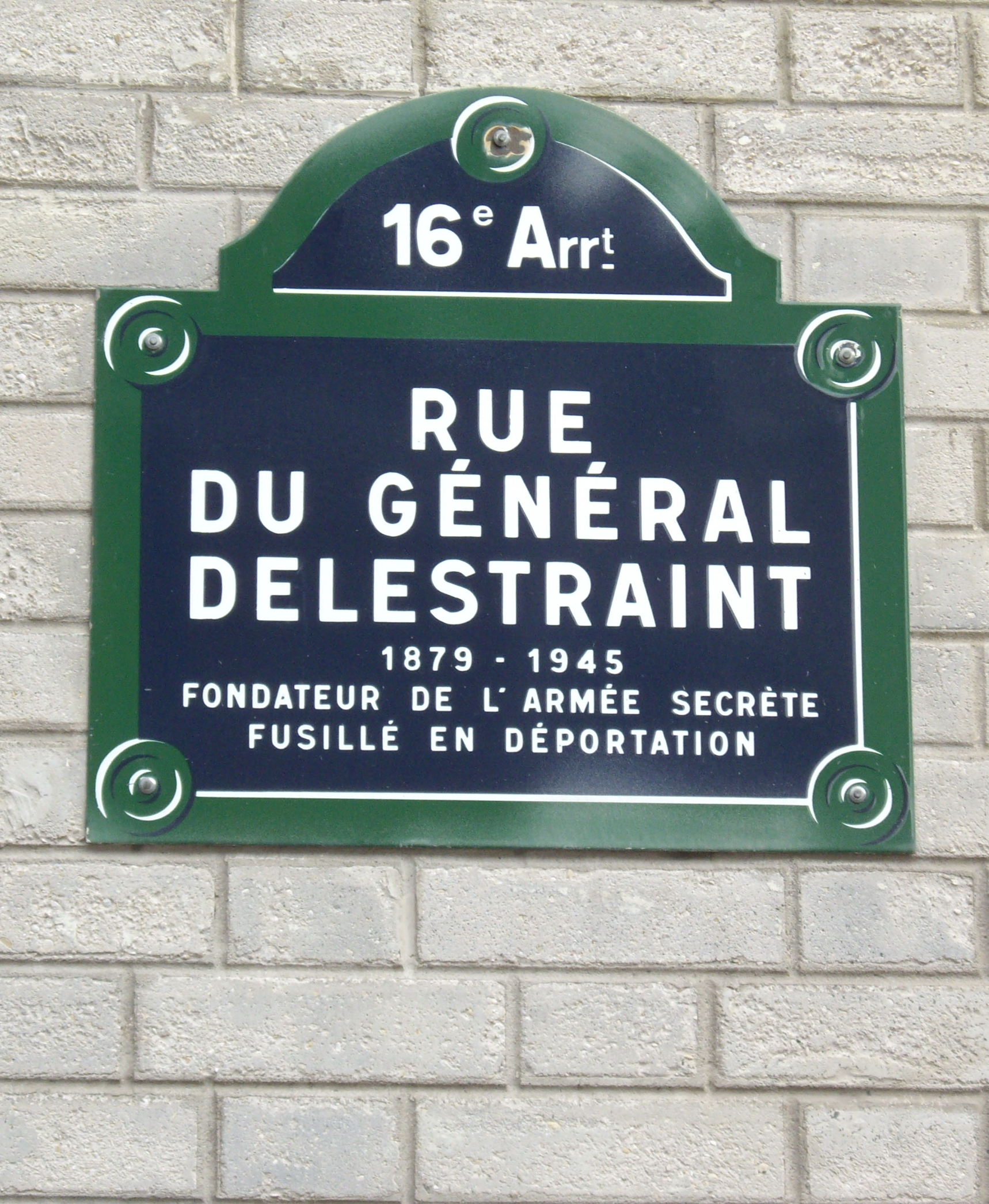
لوح یادبود در خیابان دو ژنرال-دلسترن، منطقه ۱۶ پاریس، فرانسه

پس از تسلیم فرانسه در ۲۵ ژوئن، او در بورگ-آن-برس بازنشسته شد، جایی که هانری فرنه او را در مقاومت فرانسه استخدام کرد. دلسترن شروع به سازماندهی مقاومت در لیون کرد. او به‌طور مخفیانه با شارل دوگل در لندن دیدار کرد. طی این دیدار موافقت کرد که ارتش مخفی را رهبری کند. او در ۲۴ مارس ۱۹۴۳ به فرانسه بازگشت. با این حال، به دلیل خبرچین رنه هاردی، در ۹ ژوئن توسط گشتاپو دستگیر و توسط کلاوس باربی مورد بازجویی قرار گرفت. او به عنوان زندانی ویژه به اردوگاه کار اجباری ناتزوایلر-اشتروتهوف و سپس به اردوگاه کار اجباری داخائو برده شد، جایی که در ۱۹ آوریل تنها چند روز قبل از رسیدن متفقین و آزادسازی اردوگاه و پایان جنگ اعدام شد.
بنا به گزارش‌ها، او از پشت سر مورد اصابت گلوله قرار گرفت. جسد او در کوره آدم‌سوزی اردوگاه سوزانده شد.

## جوایز
وی برندهٔ جوایز زیر شده است:
- لژیون دونور فرمانده[۲]
- نشان لیبراسیون[۳]
- صلیب نظامی ۱۹۱۴-۱۹۱۸ (فرانسه)[۴]
- صلیب جنگ ۱۹۴۵–۱۹۳۹ (فرانسه)[۴]